# 舟山博物馆
舟山博物馆（英語：Zhoushan Museum）是一个位于浙江舟山的博物馆，馆长是叶其跃。

## 历史
2000年1月建成开馆，旧馆占地面积5,552平方米，建筑面积3,693平方米，其中展厅面积为1,350平方米。2014年12月27日新馆建成开馆，位于浙江省舟山市定海区新城海天大道610号舟山海洋文化艺术中心，毗邻舟山群岛文化公园和舟山市政府。建筑面积为14,100平方米，展厅面积为6,120平方米。

## 营业时间
- 周二至周日：上午九点至下午五点
- 周一闭馆